# Marie Hager
Marie Hager (1872 - 1947) foi uma artista alemã.

## Biografia
Hager nasceu no dia 20 de março de 1872 em Penzlin, na Alemanha. Hager exibia regularmente as suas obras e frequentemente era contratada para pintar paisagens específicas de cidades ou vilas. Ela foi membro da Allgemeinen Deutschen Künstlergenossenschaft (Cooperativa Geral de Artistas Alemães), da Vereins Berliner Künstlerinnen (Associação de Mulheres Artistas de Berlim) e da Mecklenburger Künstlerbundes (Associação de Artistas de Mecklenburg). Ela faleceu em 25 de abril de 1947, em Burg Stargard.

## Legado
Em 1991 a sua casa em Dewitzer Chaussee 17, Burg Stargard, juntamente com mais de 30 pinturas de paisagens de Hager foram doadas à cidade pela sobrinha de Hager. Em 1996, a Casa Marie Hager foi criada como um memorial e galeria para o trabalho de Hager.

## Galeria

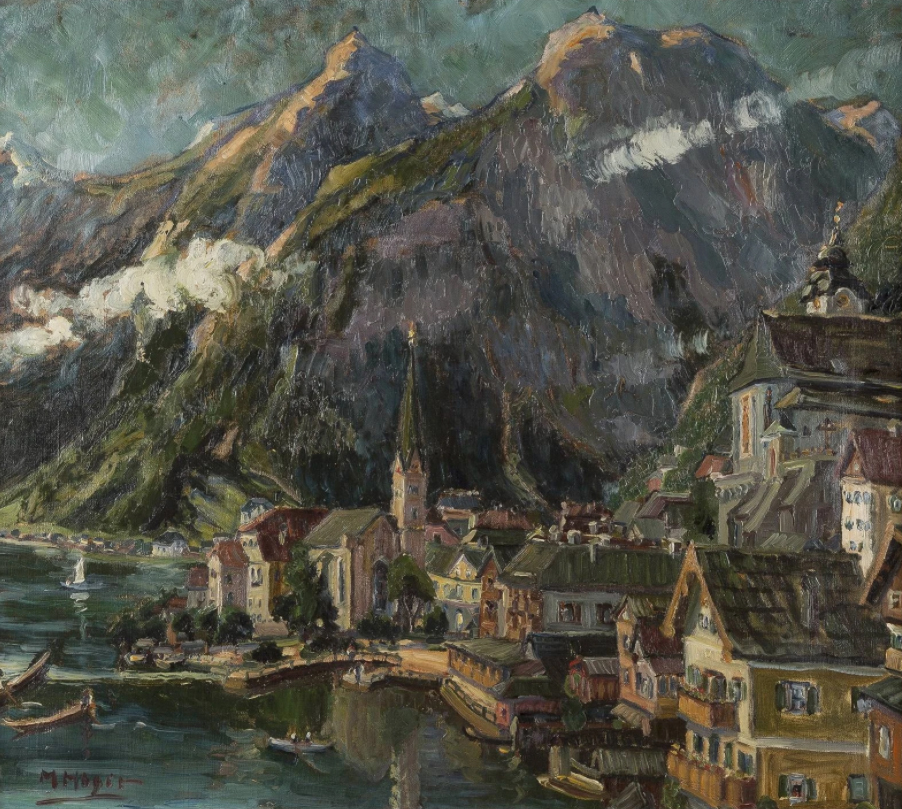
Lago Hallstatt
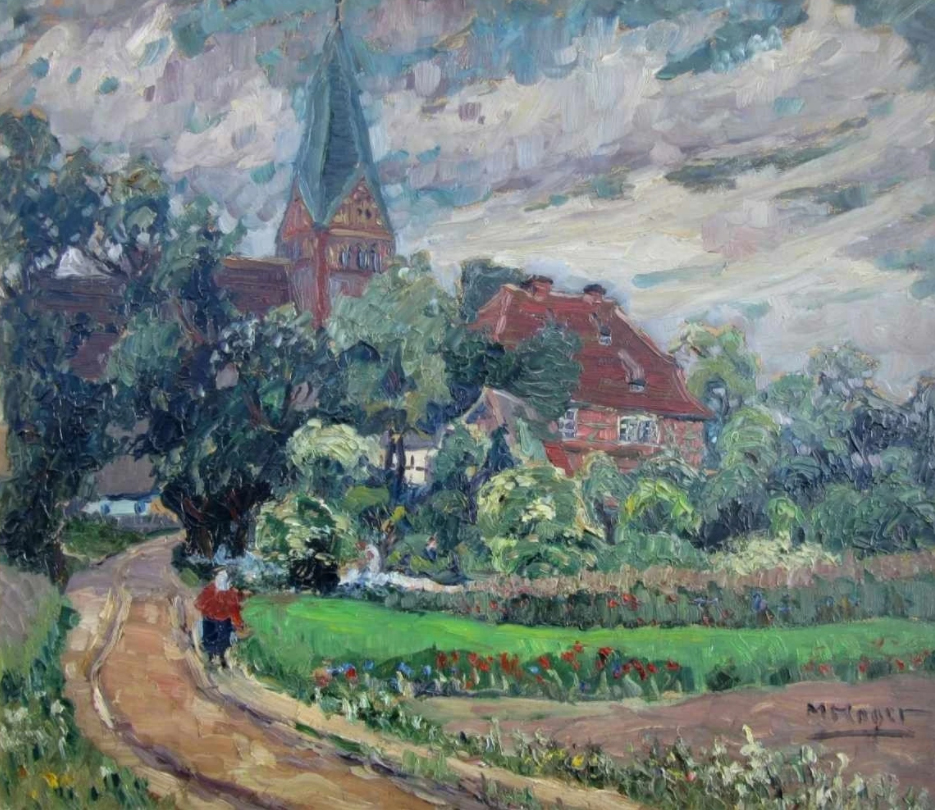
Igreja e reitoria em Zarnekow
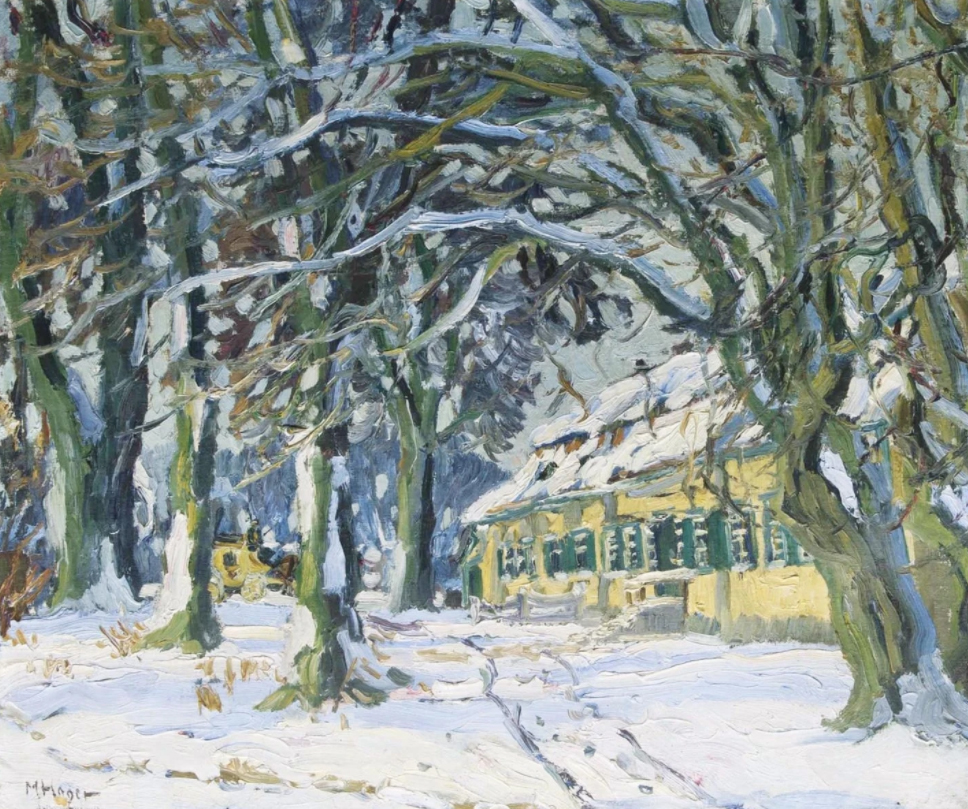
Beco nevado